# Kim Parlee
Kim Parlee (nacida en 1970) es vicepresidenta de TD Wealth y presentadora de MoneyTalk y MoneyTalk Life de Business News Network (www.tdwealthmedia.com). Antes de incorporarse a TD, Parlee fue presentadora de BNN: Business News Network (antes Report on Business Television) durante 11 años. Presentó programas como Business Day, SqueezePlay, Stars and Dogs, After Hours y Talking Tax. Desde que empezó a trabajar en el canal en 2001, ha desempeñado diversas funciones, como presentadora, editora de mercados y reportera de tecnología, y ha realizado más de 10.000 entrevistas. Antes de trabajar en ROBTV/BNN, Parlee colaboró con CBC Newsworld, trabajó en estrategia y finanzas con varias empresas de primera línea en Canadá y en el extranjero, y enseñó marketing en la Universidad de Dalhousie.
Parlee tiene un MBA internacional de la Schulich School of Business y es licenciada en Comercio por la Universidad de Guelph. Forma parte del consejo asesor del College of Business Economics de la Universidad de Guelph y anteriormente formó parte del consejo de la Loran Scholars Foundation.
Su último día como presentadora del Día de los Negocios de BNN Business News Network fue el 7 de septiembre de 2012.
Se incorporó a TD Wealth como vicepresidenta en 2012 y, como parte de su trabajo, empezó a presentar MoneyTalk en BNN. También es la editora jefe de www.Moneytalkgo.com, una revista de inversión y finanzas personales publicada por TD Wealth.